# Cultura Mongoliei
Cultură: influența budismului în cultura și arta mongolă este evidentă; simbolul din partea stângă a steagului este unul budist, numit Soyombo; de asemenea, până în sec. XX, mare parte din arta mongolă, mai ales sculptura, avea o funcție religioasă; thangka - picturi budiste pe bumbac sau mătase; locuința mongolă tradițională este numită ger, chiar dacă era mai cunoscut termenul rusesc jurt, iar arhitectura are trei stiluri fundamentale: mongolă, tibetană și chineză; patrimoniul UNESCO include 3 obiective din Mongolia; Otgonbayar Ershuu- unul din cei mai cunoscuți artiști mongoli moderni

## Legături externe
- en Ministerul Educației, Culturii și Științei
- en Muzeul Național al Mongoliei
- en AsianArt.com, Expoziție de artă mongolă